# Лорен Вілкінсон (письменниця)
Лоре́н Ві́лкінсон (англ. Lauren Wilkinson; нар. 19 липня 1984 р.) — американська фантастка. Її дебютний роман American Spy («Американський шпигун») вийшов у США у видавництві Random House у лютому 2019 року.
«Американський шпигун» отримав високу оцінку ще до виходу, Barnes & Noble обрали його для випуску «Відкрий для себе чудових нових письменників» весни 2019 року; Huffington Post включили його у свій перелік «61 книга, яку ми збираємося прочитати у 2019 році».
Вілкінсон викладала писання в Колумбійському університеті та Технологічному інституті моди. Отримала Стипендію молодого фантаста від Центру художньої літератури у 2013 році, а також підтримку від колонії MacDowell та Програми художників-резидентів Джерассі. Її художня проза та нариси виходили у журналах Granta, The Believer та The Million. У серпні 2019 року Барак Обама включив «Американського шпигуна» до свого Літнього списку читання. Лорен виросла в Нью-Йорку і живе на Нижньому Іст-Сайді.